# Fed'ka
Fed'ka (Федька) è un film del 1936 diretto da Nikolaj Ivanovič Lebedev.